# Waitin' for the Night
| Críticas profissionais | Críticas profissionais |
| Avaliações da crítica  | Avaliações da crítica  |
| Fonte                  | Avaliação              |
| ---------------------- | ---------------------- |
| Allmusic               | [ 1 ]                  |
| Robert Christgau       | C+                     |

Waitin' For The Night é o terceiro álbum de estúdio da banda norte-americana The Runaways. Ele foi originalmente lançado em 7 de outubro de 1977, pela gravadora Mercury Records. Este é o primeiro álbum da banda como um quarteto, com a guitarrista Joan Jett assumindo os vocais após a saída de Cherie Currie. É também o primeiro da baxista Vickie Blue na banda após a saída de Jackie Fox. Embora ele não tenha conseguido entrar nas paradas dos Estados Unidos, ele foi bem sucedido na Europa. O álbum entrou no número 34 no gráfico de álbuns suecos e o single School Days alcançou a posição de número 29 na Bélgica.

## Faixas
| Lado 2 |                         |         |  |
| N.º    | Título                  | Duração |  |
| 1.     | "Little Sister"         | 3:04    |  |
| 2.     | "Wasted"                | 3:24    |  |
| 3.     | "Gotta Get Out Tonight" | 3:31    |  |
| 4.     | "Wait For Me"           | 4:53    |  |
| 5.     | "Fantasies"             | 5:36    |  |

| Lado 2         |                         |         |  |
| N.º            | Título                  | Duração |  |
| 6.             | "School Days"           | 2:53    |  |
| 7.             | "Trash Can Murders"     | 3:14    |  |
| 8.             | "Don't Go Away"         | 3:18    |  |
| 9.             | "Waitin' For The Night" | 5:02    |  |
| 10.            | "You're Too Possessive" | 4:06    |  |
| Duração total: | Duração total:          | 39:01   |  |

## Desempenho nas tabelas musicais
| Ano  | Chart                | Posição |
| ---- | -------------------- | ------- |
| 1977 | Swedish Albums Chart | 34      |

| Ano  | Título        | Chart                             | Posição |
| ---- | ------------- | --------------------------------- | ------- |
| 1978 | "School Days" | Ultratop 50 Belgian Singles Chart | 29      |

## Créditos
| The Runaways - Joan Jett → vocal, vocal de apoio e guitarra rítmica - Lita Ford → vocal e guitarra solo - Vickie Blue → baixo e vocal de apoio - Sandy West → bateria e vocal de apoio | Produção - Kim Fowley → produção - Taavi Mote → engenharia - Sherry Klein → assistente de engenharia |